# Nuoto ai Giochi della XXVIII Olimpiade - Staffetta 4x200 metri stile libero maschile

## Record
Prima della competizione il record del mondo e il record olimpico erano i seguenti:
| Record mondiale | 7'04"66 | Australia Grant Hackett (1'46"11) Michael Klim (1'46"49) Bill Kirby (1'47"92) Ian Thorpe (1'44"14) | 27 luglio 2001 Fukuoka, Giappone    |
| Record olimpico | 7'07"05 | Australia Ian Thorpe (1'46"03) Michael Klim (1'46"40) Todd Pearson (1'47"36) Bill Kirby (1'47"26)  | 19 settembre 2000 Sydney, Australia |

Durante la competizione non è stato migliorato nessun record.

## Batterie
| Pos. | Batteria | Corsia | Nazione       | Atleti | Tempo   | Note             |
| ---- | -------- | ------ | ------------- | --- | ------- | ---------------- |
| 1    | 1        | 4      | Stati Uniti   | Scott Goldblatt (1'49"53) Ryan Lochte (1'47"39) Dan Ketchum (1'48"10) Peter Vanderkaay (1'47"78)                      | 7'12"80 | Q                |
| 2    | 2        | 4      | Australia     | Todd Pearson (1'49"09) Antony Matkovich (1'49"34) Nicholas Sprenger (1'47"73) Craig Stevens (1'48"69)                 | 7'14"85 | Q                |
| 3    | 1        | 5      | Germania      | Johannes Österling (1'50"37) Stefan Herbst (1'48"92) Heiko Hell (1'48"66) Christian Keller (1'48"80)                  | 7'16"75 | Q                |
| 4    | 2        | 6      | Gran Bretagna | Simon Burnett (1'50"43) Ross Davenport (1'49"24) Gavin Meadows (1'48"46) David Carry (1'49"28)                        | 7'17"41 | Q                |
| 5    | 1        | 3      | Canada        | Mark Johnston (1'50"87) Andrew Hurd (1'48"86) Brian Johns (1'48"73) Rick Say (1'49"59)                                | 7'18"05 | Q                |
| 6    | 2        | 5      | Italia        | Matteo Pelliciari (1'50"63) Simone Cercato (1'49"08) Federico Cappellazzo (1'50"08) Massimiliano Rosolino (1'48"47)   | 7'18"26 | Q                |
| 7    | 2        | 2      | Grecia        | Andreas Zisimos (1'50"99) Dimitrios Manganas (1'50"21) Apostolos Antonopoulos (1'48"58) Nikolaos Xylouris (1'49"93)   | 7'19"71 | Q                |
| 8    | 1        | 6      | Francia       | Amaury Leveaux (1'49"65) Fabien Horth (1'49"64) Nicolas Kintz (1'50"36) Nicolas Rostoucher (1'51"66)                  | 7'21"31 | Q                |
| 9    | 2        | 7      | Brasile       | Rodrigo Castro (1'50"67) Bruno Bonfim (1'51"45) Carlos Jayme (1'51"46) Rafael Mosca (1'49"12)                         | 7'22"70 |                  |
| 10   | 1        | 2      | Cina          | Liu Yu (1'51"36) Chen Zuo (1'49"79) Zheng Kunliang (1'51"34) Huang Shaohua (1'50"38)                                  | 7'22"87 |                  |
| 11   | 2        | 3      | Russia        | Maksim Kuznetsov (1'50"81) Alexei Zatsepine (1'51"75) Stepan Ganzey (1'50"18) Yevgeniy Natsvin (1'51"23)              | 7'23"97 |                  |
| 12   | 1        | 7      | Ucraina       | Sergey Fesenko (1'50"86) Maksym Kokosha (1'52"03) Dmytro Vereitinov (1'50"34) Sergiy Advena (1'50"90)                 | 7'24"13 |                  |
| 13   | 2        | 1      | Rep. Ceca     | Michal Rubáček (1'51"37) Květoslav Svoboda (1'49"25) Josef Horký (1'53"29) Martin Škacha (1'52"35)                    | 7'26"26 |                  |
| 14   | 1        | 8      | Portogallo    | Luís Monteiro (1'50"43) Adriano Niz (1'52"35) João Araújo (1'54"50) Miguel Pires (1'50"71)                            | 7'27"99 | Record nazionale |
| 15   | 1        | 1      | Messico       | Joshua Ilika Brenner (1'51"01) Alejandro Siqueiros (1'52"51) Javier Díaz (1'53"34) Leonardo Salinas Saldana (1'52"68) | 7'29"54 | Record nazionale |
| 16   | 2        | 8      | Ungheria      | Tamás Kerékjártó (1'52"65) Balázs Gercsák (1'54"03) Balázs Makány (1'52"75) Tamás Szűcs (1'52"35)                     | 7'31"78 |                  |

### Finale
| Pos.    | Corsia | Nazione       | Atleti | Tempo   | Note             |
| ------- | ------ | ------------- | --- | ------- | ---------------- |
| Oro     | 4      | Stati Uniti   | Michael Phelps (1'46"49) Ryan Lochte (1'47"52) Peter Vanderkaay (1'47"79) Klete Keller (1'45"53)                    | 7'07"33 | Record nazionale |
| Argento | 5      | Australia     | Grant Hackett (1'47"50) Michael Klim (1'47"62) Nicholas Sprenger (1'48"16) Ian Thorpe (1'44"18)                     | 7'07"46 |                  |
| Bronzo  | 7      | Italia        | Emiliano Brembilla (1'48"16) Massimiliano Rosolino (1'46"24) Simone Cercato (1'49"85) Filippo Magnini (1'47"58)     | 7'11"83 |                  |
| 4       | 6      | Gran Bretagna | Simon Burnett (1'47"90) Gavin Meadows (1'48"46) David O'Brien (1'49"05) Ross Davenport (1'47"19)                    | 7'12"60 |                  |
| 5       | 2      | Canada        | Brent Hayden (1'49"08) Brian Johns (1'49"15) Andrew Hurd (1'48"09) Rick Say (1'47"01)                               | 7'13"33 |                  |
| 6       | 3      | Germania      | Jens Schreiber (1'49"08) Heiko Hell (1'49"15) Lars Conrad (1'48"23) Christian Keller (1'50"05)                      | 7'16"51 |                  |
| 7       | 8      | Francia       | Amaury Leveaux (1'48"57) Fabien Horth (1'48"67) Nicolas Kintz (1'50"01) Nicolas Rostoucher (1'50"18)                | 7'17"43 |                  |
| 8       | 1      | Grecia        | Apostolos Antonopoulos (1'50"34) Dimitrios Manganas (1'51"33) Andreas Zisimos (1'50"26) Nikolaos Xylouris (1'51"09) | 7'23"02 |                  |